# Untersberg Arena
La Untersberg Arena è uno stadio calcistico austriaco. Viene utilizzato come sede delle partite casalinghe dal Liefering e del Grödig.
Inaugurato nel 1989, è stato ristrutturato in diverse occasioni, l'ultima delle quali nell'estate 2013, per poter ottemperare ai parametri richiesti dalla Österreichische Fußball-Bundesliga per gli stadi della massima serie.
Oggi la capienza dell'Untersberg Arena è di 4 128 spettatori, di cui 2 300 a sedere.
Il Grödig ha fatto l'esordio in Bundesliga in questo impianto il 20 luglio 2013, ospitando il Ried in una partita terminata 0-0.